# Купер (округ)
Округ Купер (англ. Cooper County) — округ штата Миссури, США. Население округа на 2009 год составляло 17 298 человек. Административный центр округа — город Бунвилл.

## История
Округ Купер основан в 1818 году.

## География
Округ занимает площадь 1463.3 км2.

## Демография
Согласно оценке Бюро переписи населения США, в округе Купер в 2009 году проживало 17 298 человек. Плотность населения составляла 11.8 человек на квадратный километр.